# ایده‌پردازی (سیر خلاقانه)
ایده پردازی (سیر خلاقانه) (به انگلیسی: Ideation - creative process) فرایند خلاقانه تولید، پرورش و برقراری ارتباط ایده‌های نوین است، جایی که ایده به عنوان یک عنصر بنیادی تفکر حس می‌شود، که می‌تواند دیدنی، قابل لمس یا ذاتی باشد. ایده پردازی تمام مراحل چرخه تفکر، از نوآوری، رشد، تا واقعی سازی را در بر می‌گیرد. ایده پردازی را می‌توان توسط افراد، سازمان‌ها یا اجتماعات انجام داد. همین‌طور، ایده پردازی یک بخش اساسی از فرایند طراحی. در آموزش و پرورش و در عمل می‌باشد.

## روش‌های نوآوری
کتاب ایده پردازی: تولد و مرگ ایده‌ها (گراهام و باخمان ۲۰۰۴) روش‌های زیر را برای ابداع عرضه می‌دارد:
راه حل مسئله
این ساده‌ترین روش ترقی است، جایی که کسی مشکل را پیدا و در نتیجه رفع می‌کند.
ایدهٔ گرفته شده
این، ایدهٔ گرفتن و تغییر چیزی که تاکنون وجود دارد را در بر می‌گیرد.
ایدهٔ همزیستی
روش همزیستی ایجاد ایده، زمانی است که چندین ایده به هم می‌پیوندند و از عناصر متنوع هر یک، برای ایجاد یک کل استفاده می‌کنند.
ایدهٔ انقلابی
یک ایدهٔ انقلابی، از افکار سنتی دور می‌شود و دیدگاهی کاملاً نوین می‌سازد. به عنوان مثال؛ نوشته‌های کوپرنیک (رشد افکار باستانی یونان).
کشف غیرمنتظره
راه حل‌های شانسی، ایده‌هایی هستند که به‌طور تصادفی و بدون قصد مخترع رشد کرده‌اند. به عنوان مثال؛ کشف پنی سیلین.
نوآوری هدفمند
ایجاد یک نوآوری هدفمند با یک مسیر مستقیم کشف سر و کار دارد. این امر اغلب به منظور داشتن یک نتیجه مشخص و تقریباً پیش‌بینی شده همراه با تحقیقات متمرکز است. به عنوان مثال؛ برنامه‌ریزی خطی.
ابداع هنری
ابداع هنری به ضرورت عملی بودن، بی اعتنا است و قید و بندی ندارد.
ایدهٔ فلسفی
ایدهٔ فلسفی در ذهن خالق زندگی می‌کند و هرگز قابل اثبات نیست. ضمناً این نوع ایده می‌تواند اثرات رسوبی زیادی داشته باشد. به عنوان مثال؛ ایدهٔ بازگشت ابدی.
کشف با کمک رایانه
این ایده از رایانه به منظور گسترش امکانات تحقیق و احتمالات عددی بهره می‌برد.
این لیست از شیوه‌ها به هیچ وجه جامع و لزوماً دقیق نیست. مثال‌های گراهام و باخمان، از ایده‌های انقلابی را شاید بهتر باشد به عنوان تحولی شرح داد. مارکس و کوپرنیک هم بر فراز مفاهیم قبلی موجود در زمینه‌های جدید یا متفاوت بنا نهاده‌اند. به همین ترتیب، توصیف عرضه شده برای نوآوری هنری یک دیدگاه را ارائه می‌دهد.
درک‌های ظریف تر، مانند آنچه توسط استفان ناچ مانوویچ در بازی آزاد بیان شده بود: بداهه پردازی در زندگی و هنر، محدودیت‌های فنی و ادراکی نیروی مولد موجود در اعمال خاص هنر را شناسایی می‌کند. به عنوان مثال، در نقاشی، محدودیت‌های فنی مانند: قاب، سطح و پالت، همراه با محدودیت‌های ادراکی مانند: روابط شکل و زمینه و چشم‌انداز، چارچوب‌های خلاقانه ای را برای نقاش فراهم می‌سازد. به همین ترتیب در موسیقی، مقیاس‌های موزون، امضای متر و زمان، به‌طور همزمان با گزینه‌های ابزار و بیان کار می‌کنند تا هم نتایج ویژه ای تولید کنند و هم نتایج نو و تازه ای داشته باشند.
مدل تات(TOTE)، یک استراتژی تکراری حل مسئله مبتنی بر حلقه‌های بازخورد، یک روش جایگزین برای در نظر گرفتن روند ایده پردازی عرضه می‌دارد. ایده پردازی ممکن است به عنوان وجه دیگری از سیستم‌های تولیدی مانند پیدایش نیز در نظر گرفته شود.

## نقدگری
واژه «ایده پردازی» یک اصطلاح بی‌معنی است، و همچنین شباهت بی‌مورد با اصطلاح روانپزشکی برای خودکشی دارد به همین دلیل مورد انتقاد غیررسمی قرار گرفته‌است.

## در ادامه
- طوفان مغزی
  - نرم‌افزار ایده پردازی
- خلاقیت
  - ترفندهای خلاقیت
- نرم‌افزار اجتماعی سازمانی
- درخت تصمیم
- اصالت